# Dominic Artis
Dominic Jordan Artis (Oakland, California, 7 de julio de 1993) es un baloncestista estadounidense que pertenece a la plantilla del SIG Strasbourg de la LNB Pro A francesa. Con 1,91 metros de estatura, juega en la posición de base. Representa a Kosovo a nivel internacional.

## Trayectoria deportiva

### Universidad
Jugó dos temporadas con los Ducks de la Universidad de Oregón, en las que promedió 6,4 puntos, 2,1 rebotes, 2,7 asistencias y 1,2 robos de balón por partido. En 2014 fue transferido a los Miners de la Universidad de Texas-El Paso, pero como la NCAA impone un año de parón en este tipo de transferencias, Artis lo aprovechó enrolándose en el Diablo Valley College, enfocándose únicamente en cuestiones académicas.
En los Miners jugó dos temporadas más, en las que promedió 13,4 puntos, 5,8 rebotes y 5,5 asistencias por partido, siendo incluido en 2017 en el segundo mejor quinteto de la Conference USA.

### Profesional
Tras no ser elegido en el Draft de la NBA de 2017, firmó su primer contrato profesional con el Czarni Słupsk de la liga polaca. Allí disputó 16 partidos en los que promedió 15,2 puntos y 6,1 asistencias, hasta que el 10 de enero dejó el equipo, para fichar dos días después con el KK Igokea bosnio, donde acabó la temporada promediando 12,7 puntos y 5,3 asistencias por partido.
En 3 de agosto de 2018 fichó por el Victoria Libertas Pesaro de la Lega Basket Serie A italiana.
Comenzó la temporada 2020-21 en las filas del KK Cedevita Olimpija y acabaría la temporada en el Kolossos Rodou BC de la A1 Ethniki.
El 26 de julio de 2021, firma por el Cholet Basket de la Pro A francesa.
El 6 de julio de 2023 fichó por el Çağdaş Bodrumspor de la Basketbol Süper Ligi.
El 4 de julio de 2024 firmó con el SIG Strasbourg de la LNB Pro A francesa.

### Selección nacional
Por un acuerdo con la Federación de Baloncesto de Kosovo, Artis se incorporó a la selección de baloncesto de Kosovo en junio de 2023 en calidad de jugador nacionalizado.